# Passaporte arménio

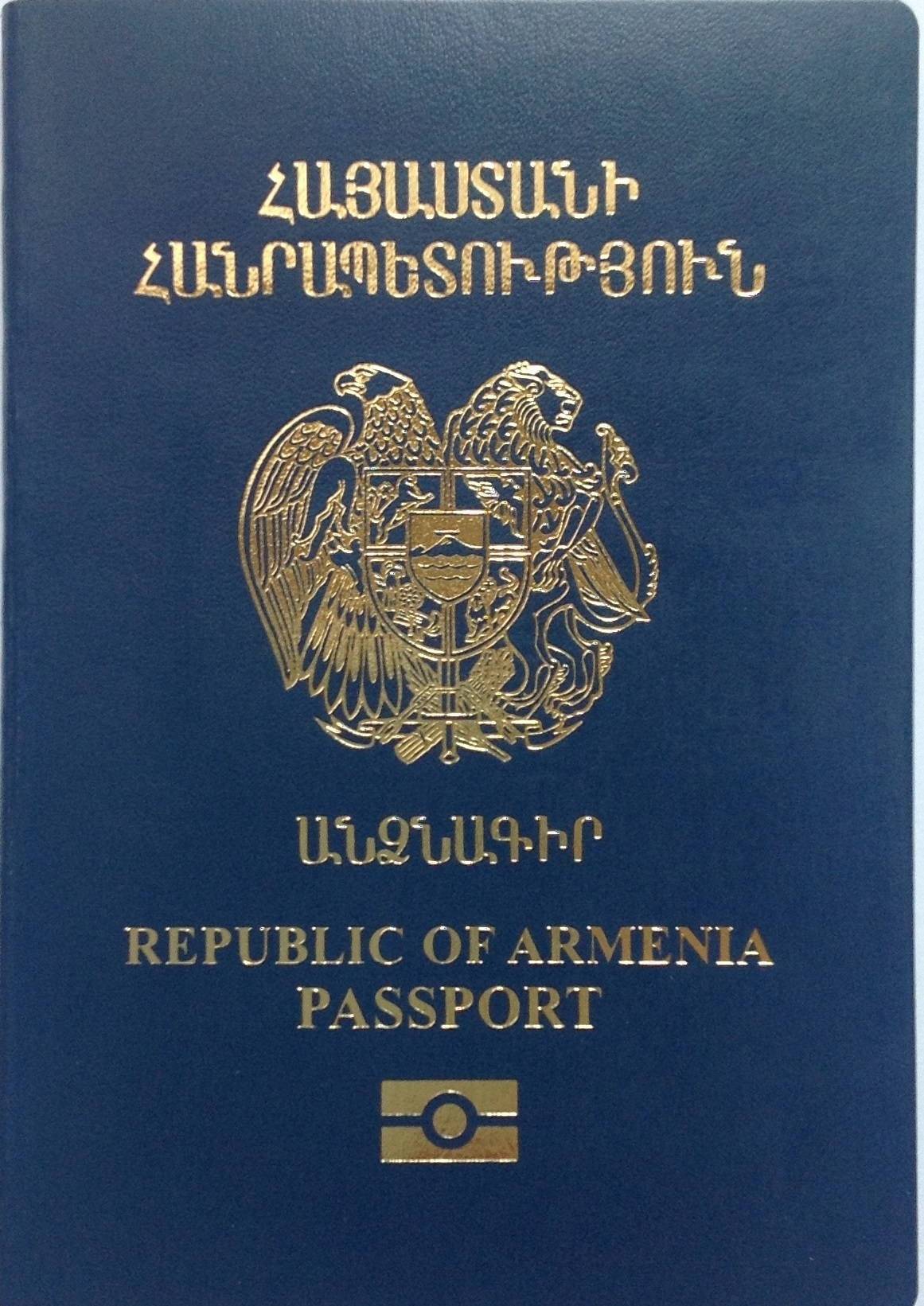
Foto da capa

O Passaporte arménio é um documento emitido aos cidadãos da Arménia, para uso em viagens internacionais. Ele identifica o nacional arménio perante as autoridades de outros países, permitindo a anotação de entrada e saída pelos portos, aeroportos e vias de acesso internacionais, de acordo com as obrigações de visto.
Desde 1 de junho de 2012, são emitidos os chamados passaportes biométricos.

## Aparência física
Passaportes arménios são, normalmente, de cor azul escura.  A capa é ilustrada com o Brasão de armas da Arménia no centro. As palavras "República da Arménia" e "Passaporte" estão inscritas tanto em arménio quanto em inglês. 

## Limitações de uso
Como resultado da Guerra de Nagorno-Karabakh, entre o Azerbaijão e a Arménia, é negada a entrada dos portadores de passaportes arménios, bem como descendentes de arménios que estejam portando passaportes de qualquer outro país, no Azerbaijão. Além disso, é recusada a entrada, no Azerbaijão, de pessoas que possuam histórico de ingresso na auto-proclamada República de Artsaque.